# Navigația cu nave cu aburi pe Mississippi

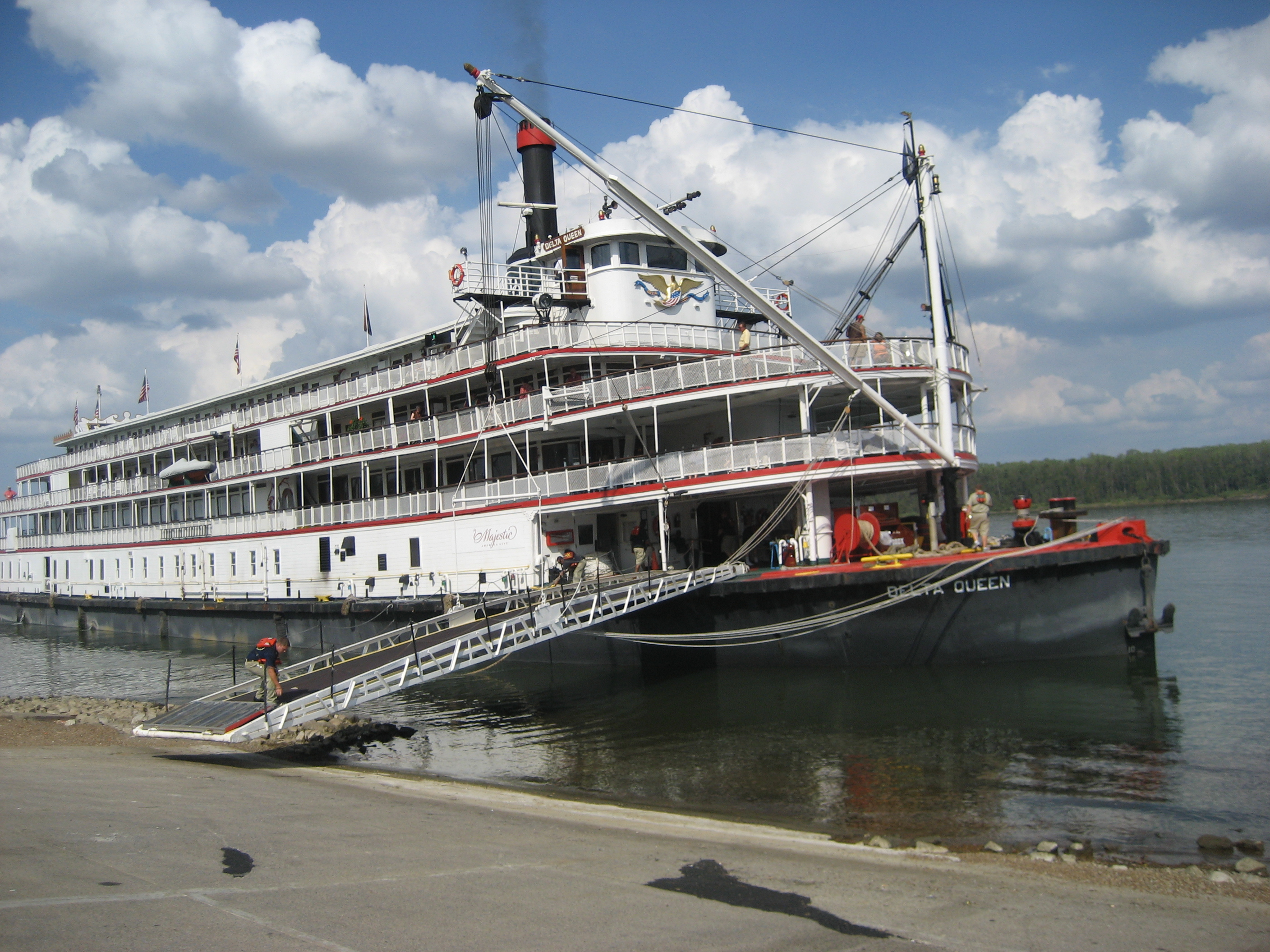
Delta Queen la Paducah, Kentucky, 2007.

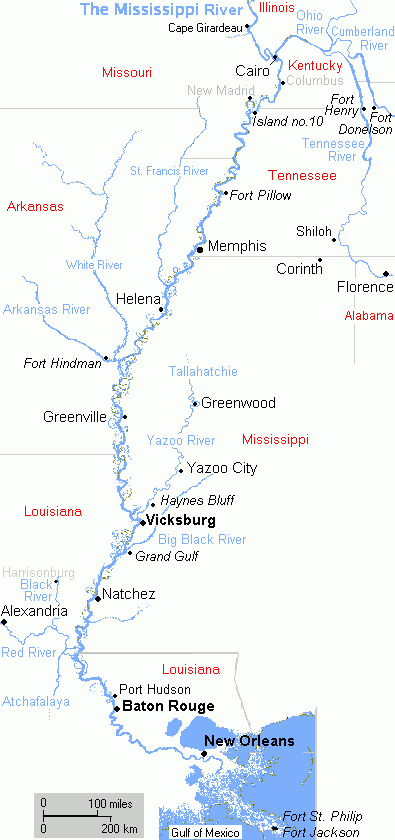
Bazinul râului

Navele cu aburi au jucat un rol major în dezvoltarea navigației din secolului al XIX-lea pe fluviul Mississippi și pe afluenții săi, permițând transportul practic pe scară largă al pasagerilor și al mărfurilor, atât în amonte cât și în aval. Folosirea motorului cu aburi a dus la dezvoltarea navelor fluviale care puteau naviga astfel în ape puțin adânci, precum și în amonte împotriva curenților puternici. După dezvoltarea căilor ferate, traficul de pasageri a fost preluat treptat de această formă de transport mai rapidă, dar navele cu aburi au continuat să fie folosite în comerț pe râul Mississippi la începutul secolului al XX-lea. Un număr mic de nave cu aburi sunt utilizate pentru excursii turistice în secolul al XXI-lea.

## Geografie
Mississippi (în engleză: Mississippi River) este un fluviu din America de Nord SUA cu o lungime de  3.778 km.  Mississippi izvorăște din Lacul Itasca în partea de nord a statului Minnesota. Se unește cu afluenții săi principali Missouri și Meramac lângă orașul St. Louis, Missouri, iar cu Ohio în statul Illinois. În afară de regiunea Marilor Lacuri fluviul asigură cu apă întregul ținut dintre Munții Stâncoși în vest și Munții Apalași în est.
Fluviul Mississippi curge prin zece state nord americane Minnesota, Wisconsin, Iowa, Illinois, Missouri, Kentucky, Arkansas, Tennessee, Mississippi și Louisiana, înainte de vărsarea sa printr-o deltă largă, la circa 160 km în sudul orașului New Orleans în Golful Mexic.

## Istorie
Primele nave s-au bazat pe modele ale inventatorilor Oliver Evans, John Fitch, Daniel French, Robert Fulton, Nicholas Roosevelt, James Rumsey sau John Stevens.

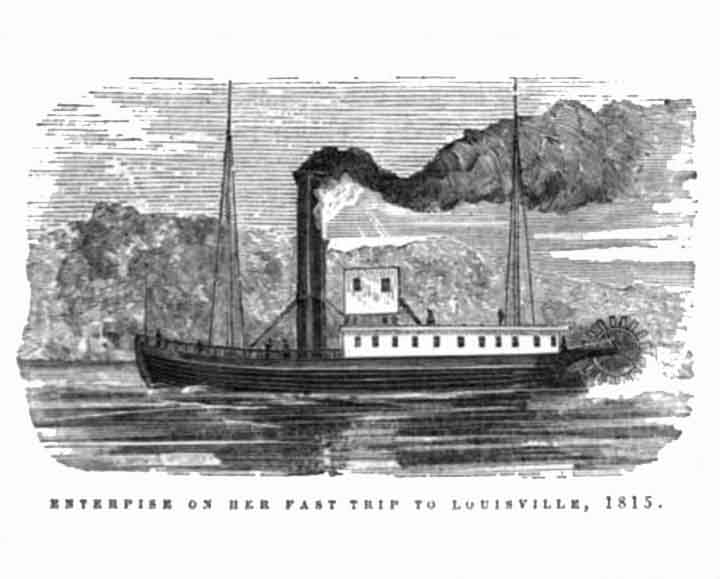
"Enterprise în călătoria ei rapidă către Louisville, 1815"

New Orleans sau Orleans a fost prima navă cu aburi de pe Mississippi. Lansată în 1811 la Pittsburgh, Pennsylvania, pentru compania condusă de Robert Livingston (inginer și proiectant de nave americane, în anul 1830 a proiectat șina de cale ferată cu profil T, și mai târziu, niturile de cale ferată) și Robert Fulton, designerul ei, avea o roată laterală mare, grea.. Motorul său cu aburi de joasă presiune Boulton și Watt acționa o transmisie secundară (drive train) grea și ineficientă.
Comet a fost a doua navă cu aburi de pe Mississippi.  Lansată în 1813 la Pittsburgh pentru Daniel D. Smith, era mult mai mică decât New Orleans. Cu un motor și o transmisie secundară concepute și fabricate de Daniel French, Cometa a fost prima navă cu aburi din Mississippi care a fost propulsată de un motor ușor și eficient de înaltă presiune care învârtea o roată cu palete la pupa.
Vezuvius a fost a treia navă cu aburi de pe Mississippi. Lansată în 1814 la Pittsburgh pentru compania condusă de Robert Livingston și Robert Fulton, designerul ei, era foarte asemănătoare cu New Orleans.
Enterprise sau Enterprize a fost a patra navă cu aburi de pe Mississippi. A fost lansată în 1814 la Brownsville, Pennsylvania pentru Monongahela și Ohio Steam Boat Company. Enterprise - cu un motor cu abur de înaltă presiune, o singură roată cu paletă la pupa și pescaj puțin adânc - s-a dovedit a fi mai potrivită pentru navigarea pe Mississippi decât navele lui Fulton. Enterprise și-a demonstrat superioritatea în timpul călătoriei sale epice de la New Orleans la Brownsville, pe o distanță de peste 3.200 km efectuată împotriva curenților puternici ai râurilor Mississippi și Ohio.
Washington a fost lansată în 1816 la Wheeling, West Virginia pentru Henry Shreve și partenerii.
Între 1823 și 1879 au fost lansate șapte nave cu aburi Natchez, numite după Natchez, Mississippi.